# Туника (язык)

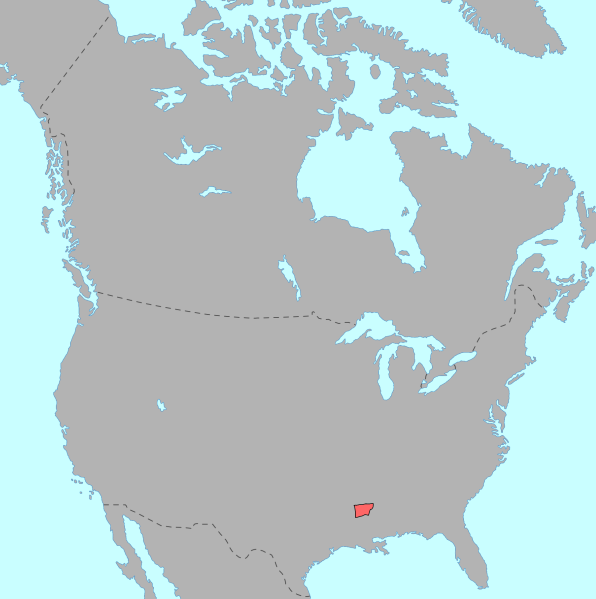
Распространение языка туника до контакта с европейцами

Язык туника, тоника или юрон  — изолированный язык, распространённый ранее на территории штата Луизиана, США среди племён туника и билокси.
Язык исчез со смертью последнего носителя, Сесостри Ючигант. Лингвист Мэри Хаас длительное время записывала всё, что Ючигант помнил из своего языка, и опубликовала записи в книге A Grammar of the Tunica Language в 1941 г., после чего издала Tunica Texts в 1950 г. и Tunica Dictionary в 1953 г.